# Jacques Noblet
Pour les articles homonymes, voir Noblet.
Jacques Noblet est un homme politique français né le 7 septembre 1785 à Auxonne (Côte-d'Or) et mort le 25 août 1863 à Auxonne.

## Biographie
Colonel en retraite, il est député de la Côte-d'Or de 1849 à 1851, siégeant à droite avec les monarchistes.

## Sources
- « Jacques Noblet », dans Adolphe Robert et Gaston Cougny, Dictionnaire des parlementaires français, Edgar Bourloton, 1889-1891 [détail de l’édition]